# Pierdomenico Baccalario
Œuvres principales
- Série Ulysse Moore
- Série Century
- Série La Boutique Vif-Argent

Pierdomenico Baccalario (en français Pierre-Dominique Bachelard), né le 6 mars 1974 à Acqui Terme, dans la province d'Alexandrie, dans le Piémont, est un écrivain italien de littérature de jeunesse. Il est principalement connu pour ses séries Ulysse Moore, traduite en français par Marion Spengler et Simone Sow, et Century, traduite en français par Jacques Barbéri.

## Biographie
Né le 6 mars 1974 à Acqui Terme, dans la province d'Alexandrie, dans le Piémont, Pierdomenico Baccalario est un auteur italien de littérature d'enfance et de jeunesse des XXe et XXIe siècles. Avocat puis journaliste, il réalise ensuite des jeux de rôle, de table et des jeux vidéo.

## Œuvres

### SérieUlysse Moore
1. Les Clefs du temps ((it) La porta del tempo, 2004)
2. La Boutique des cartes perdues ((it) La bottega delle mappe dimenticate, 2005)
3. La Maison aux miroirs ((it) La casa degli specchi, 2005)
4. L'Île aux masques ((it) L'isola delle maschere, 2006)
5. Les Gardiens de pierre ((it) I guardiani di pietra, 2006)
6. La Première Clef ((it) La prima chiave, 2007)
7. La Ville cachée ((it) La città nascosta, 2008)
8. Le Maître de la foudre ((it) Il maestro di fulmini, 2009)
9. Le Labyrinthe d'ombres ((it) Il labirinto d'ombra, 2009)
10. Le Pays des glaces ((it) Il paese di ghiaccio, 2010)
11. Le Jardin de cendres ((it) Il giardino di cenere, 2010)
12. Le Club des voyageurs imaginaires ((it) Il Club dei Viaggiatori Immaginari, 2011)
13. (it) La nave del tempo, 2013
14. (it) Viaggio nei porti oscuri, 2014
15. (it) I pirati dei mari immaginari, 2014
16. (it) L'isola dei ribelli, 2015
17. (it) L'ora della battaglia, 2015
18. (it) La grande estate, 2016

### SérieCentury
1. L'Anneau de feu ((it) L'anello di fuoco, 2006)
2. L'Étoile de pierre ((it) La stella di pietra, 2007)
3. La Ville du vent ((it) La città del vento, 2007)
4. La Première Source ((it) La prima sorgente, 2008)

### SérieLa Boutique Vif-Argent
1. Une valise d'étoiles, 2015 ((it) Una valigia di stelle, 2012)
2. La Boussole des rêves, 2015 ((it) La bussola dei sogni, 2012)
3. La Carte des passages, 2016 ((it) La mappa dei passaggi, 2013)
4. (it) La ladra di specchi, 2013

### SérieTypos
1. Typos fragments de vérité (2014)
2. Typos, Poison noir (2014)